# Keszler Károly
Keszler Károly (Kőszeg, 1813. október 14. – Budapest, 1889. szeptember 3.) bölcseleti doktor, evangélikus líceumi tanár.

## Élete
Szülei korán meghaltak, így két évig a városi plébános esperesnél és négyig a Kelcz-Adelfi-féle árvaházban részesült nevelésben. Gimnáziumi tanulmányai után 1830-ban a kegyes tanítórendbe lépett, mely őt Trencsénbe küldte, ahol a két próbaévet kiállván, mint próbaéves tanár a tatai konviktusba került; innét a váci nevelőintézetbe rendelték, ahol a bölcseletet, esztétikát, numizmatikát, architektúrát és hidrotechnikát tanulta, majd 1836. október 16-án a pesti egyetemen bölcseleti doktorrá avatták. A hittudományokat ugyanott az egyetemen hallgatta.
1839. július 28-án a váci püspök pappá szentelte fel. 1840-ben Kalocsára nevezték ki gimnáziumi rendes tanárnak. Az iskolaév letelte után a szegedi líceumba helyezték át; rendkívüli órákat adott a 62. ezred katonanövendékeinek. Betegeskedése alatt két év múlva ismét Tatára került. 1845-ben Festetich Albert gróf meghívta Gábor fiához nevelőnek; növendékével beutazta Ausztriának vasipart űző tartományait. Ugyanezen év vége felé letette a magyar királyi egyetemen a jogtudományi III. évi szigorlatokat.
Gróf Széchenyi István és Lonovics püspök ösztönzésére beutazta Morva- és Csehországot, az ottani posztó- és vászonipar és az üveghuták tanulmányozása céljából. 1847-ben ismét tanár lett a budai főgimnáziumban. 1848-ban ő is fegyvert fogott; a főhadi kormányszék táborkarának biztosi osztályába soroztatott és már decemberben kapitánynak nevezték ki. 1849-ben áttért az evangélikus vallásra és április 12-én megnősült. Ezután tevékeny részt vett Budavár visszafoglalásánál, majd a temesvári tábor megvizsgálására rendelték ki; innét Aradra, a vár felszerelésére küldték, ahol őrnaggyá léptették elő.
A fegyverletétel után Budapestre   menekült, ahol Almássy Móric gróf tárnokmester 1850-ben kinevezte a királyi kamarához díjnoknak; 1851-ben járulnok és félév múlva számtiszt lett; 1853-ban az országos pénzügyi főigazgatósághoz, fél év múlva a bécsi legfőbb számvevőszékhez fogalmazóvá nevezték ki. A soproni evangélikus líceumot ekkor újraszervezték és Keszler azon intézetnél 1857-ben mint választott tanár a helytartótanács által is megerősíttetett, mely állásában 1884 júniusában történt nyugalomba lépéséig szolgált.
Az evangélikus egyháznak ügyeiben mint a pénzügyi bizottságnak tíz évig jegyzője; a politikai ügyekben, mint a Függetlenségi Pártnak sok évig jegyzője, később elnöke, a városi ügyekben, mint a közigazgatási és köztörvényhatósági bizottságnak és több szakosztálynak tagja és 14 évig jegyzője és előadója közreműködött. A Sopron megyei '48-as honvéd-egyesület elnöke volt.
Programértekezése a soproni evangélikus líceum Értesítőjében (1859. A német irodalom rövid története kezdettől fogva a reformátióig.)

## Munkája
- A kézműtan elemei. Az ifjúság számára. Buda, 1846.